# Industria e letteratura (saggi)
(Elio Vittorini, Vittorini, in Il Menabò, n° 4, 1961.)
Industria e letteratura è il titolo che venne dato ad un insieme di saggi e interventi che occupano una gran parte dei numeri 4 e 5, pubblicati tra il 1961 e il 1962, sulla rivista Il Menabò condotta da Elio Vittorini e da Italo Calvino e pubblicata dalla casa editrice Einaudi.